# Raymond Hartung
Pour les articles homonymes, voir Hartung (homonymie).
Raymond Hartung est un scénariste, producteur de télévision et réalisateur.

## Filmographie

### Comme scénariste
- 1988 - 1989 : Deux flics à Miami (TV)
- 1989 - 1992 : L'Équipée du Poney Express (TV)
- 1990 : Snow Kill (TV)
- 1991 : Fatal Exposure (TV)
- 1993 : Promo 96 (TV)
- 1994 : Le Berceau vide (TV)
- 1995 : In the Shadow of Evil (TV)
- 1995 : La Part du mensonge (TV)
- 1996 - 1997 : Le Rebelle (Renegade) (TV)
- 1997 : Two Came Back (TV)
- 1997 - 1998 : Invasion planète Terre (TV)
- 1999 - 2000 : Profiler (TV)
- 2000 - 2001 : Walker, Texas Ranger (TV)
- 2002 - 2003 : En quête de justice (Just Cause) (TV)
- 2003 : Agence Matrix (TV)
- 2009 : The Beast (TV)

### Comme producteur consultant
- 1996 - 1997 : Le Rebelle (Renegade) (TV)
- 1999 - 2000 : Profiler (TV)
- 2009 : The Beast (TV)

### Comme réalisateur
- 1992 : L'Équipée du Poney Express (TV)
- 1995 : La Part du mensonge (TV)